# Padules
Padules község Spanyolországban, Almería tartományban. Lakosainak száma 440 fő (2024).

## Földrajza
Padules Almócita, Beires, Canjáyar és Dalías községekkel határos.

## Népesség
A település lakosságának változását az alábbi diagram mutatja:
| Lakosok száma | 475  | 455  | 523  | 491  | 510  | 484  | 449  | 410  | 436  | 440  |
|               | 2001 | 2004 | 2006 | 2009 | 2011 | 2014 | 2016 | 2019 | 2021 | 2024 |